# 流鬼国

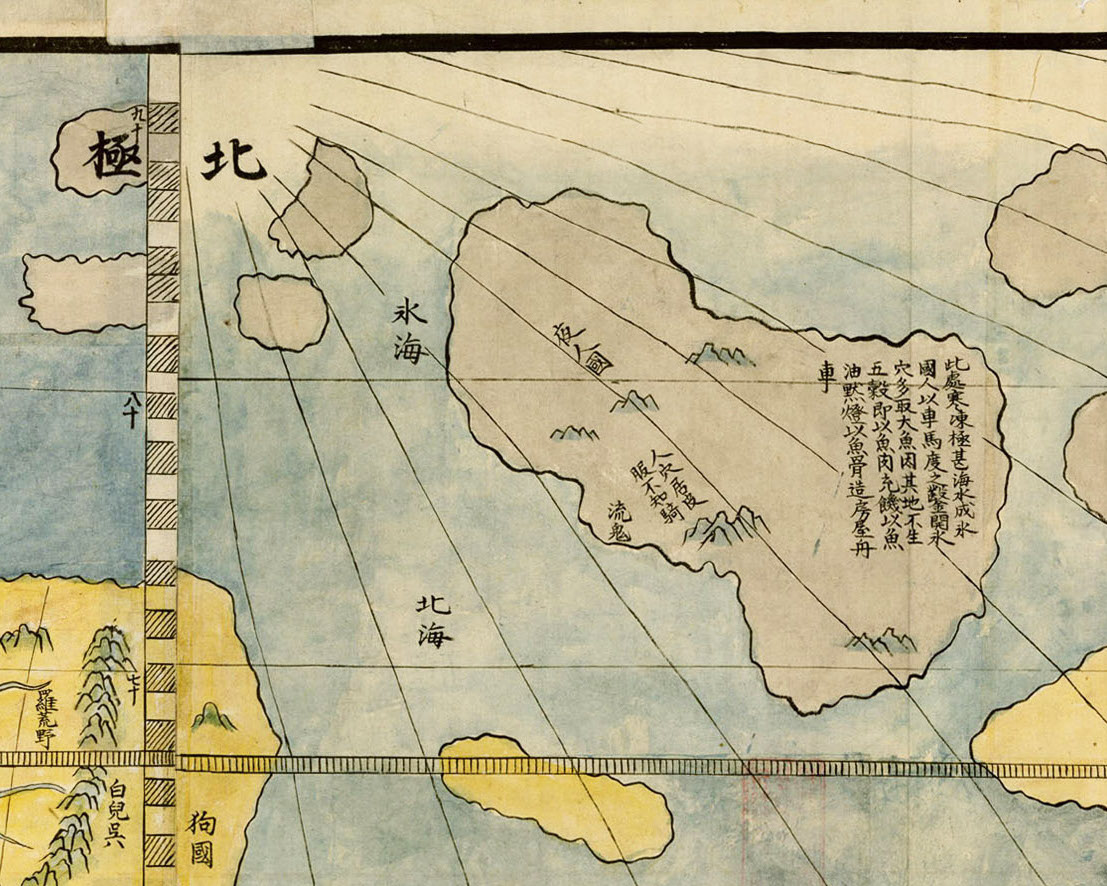
流鬼「人穴居皮服不知騎」坤輿万国全図（部分）

流鬼国（りゅうきこく）は、7世紀ごろにオホーツク海沿岸地域に居住していた民族。唐の太宗の治世、640年（貞観14年）に1度だけ朝貢を行ったことが漢文史料に記録されている。流鬼国が、現代のいずれの民族に連なる集団であるかについては様々な説が唱えられてきたが、オホーツク文化人（現在樺太北部や黒龍江下流域に居住するニヴフ人）に当てる説がある。

## 唐代の記録

7世紀後半の東北アジア諸国

唐代のいくつかの史料には、流鬼国の唐への朝貢および流鬼国の文化風俗についての記述があるが、その中でも最も詳細な記述を残しているのが杜佑によって編纂された『通典』である。
同様の記述は『唐会要』、『資治通鑑』、『新唐書』などにもあり、『唐会要』は『通典』と冒頭がやや異なり、「流鬼[の国]は京師を去ること15000里の彼方にある。[その国は]黒水靺鞨の東北で、少海の北にあたり、三面は海によって隔てられている」と記される。ここでいう「少海」は同『唐会要』巻96靺鞨の條に「北は小海に至り、東は大海に至る（北至小海。東至大海。）」と一致するもので、「大海（日本海）」に対する「小/少海（間宮海峡）」を指すと考えられ、『通典』の「流鬼在北海之北」という記述も「流鬼在小海之北」の誤りであると見られている。なお、『唐会要』で「15000里の彼方にある」と記される国は東の流鬼と西の波斯（ペルシア）しかなく、それぞれ唐の東西の果てにある国と認識されていたことが窺える。また、『資治通鑑』では流鬼国の朝貢の日時が「[貞観十四年三月]辛丑（四日）」と明記されており、これは西暦640年3月31日に当たる。ただし、流鬼国人が到着してすぐ太宗に謁見したとすると旅程が1〜3月の厳寒期となるため、実際には前年の秋口に到着し、順番待ちをした上で3月に謁見を許されたのではないかと考えられている。
『新唐書』には「その国の王は息子の可也余莫を[唐に使節として]派遣した。貂の皮。（其王遣子可也余莫貂皮）」という記述があり、使節の名前「可也余志」を「可也余莫」としている。しかし、この文章では「貂皮」に対する動詞がないことなどから、実際には「可也余莫」の「莫」は「貢」の誤記で、「可也余志貢」を誤って「可也余莫」と書き記してしまったのではないかと考えられている。また、『資治通鑑』および『新唐書』によると、この時の朝貢によって流鬼国王の息子「可也余志」は騎都尉に任ぜられたという。乗馬の習慣のない流鬼国人に騎都尉の官職が与えられたのは、突厥（テュルク）・契丹（キタイ）といった遊牧騎馬民族と縁の深い唐にとって乗馬文化を持たない北方民族という存在そのものが特筆すべき事項であったこと、そのような流鬼国人が乗馬を覚えてはるばる唐にまでやってきたことが評価されたためであったと考えられている。なお、蓑島栄紀はこの時期に流鬼国が朝貢を行ったのは、東突厥が滅亡し唐が黒水靺鞨を始めとする東北アジア諸民族と辺境を接するようになったためであるとしている。

## 研究史

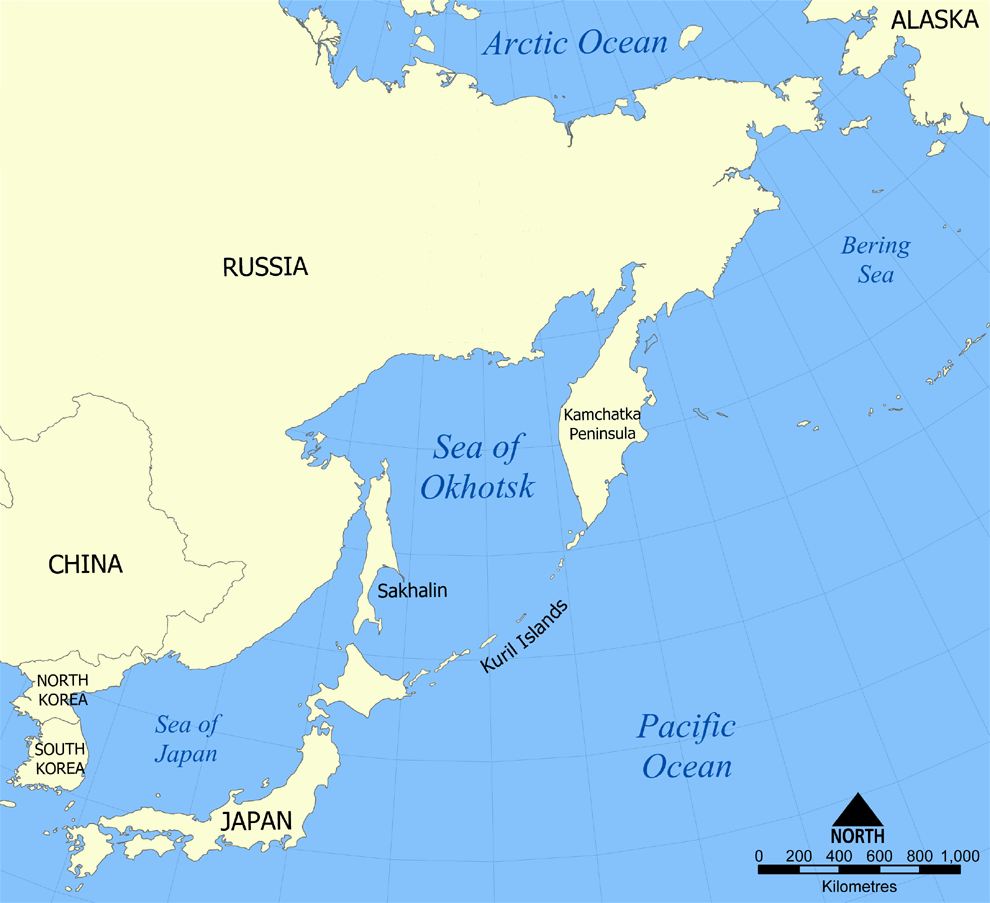
オホーツク海とその周辺地図。

「流鬼国」に関する史料は前近代の黒竜江以北の情勢について言及した貴重な記述であり、古くから多くの研究者の注目を惹いてきたが、上に挙げた流鬼国に関する記述の中で、「北は夜叉国に至り、ほかの三面はみな大海にあたる（北至夜叉国、餘三面皆抵大海）」と「城郭がなく、海の中の島に依って散居している（無城郭、依海島散居）」という箇所は互いに矛盾しており、多くの研究者を悩ませてきた。流鬼国にまつわる先行研究は、「北以外の三面は海」という記述に注目する流鬼国＝カムチャッカ半島説と、「海の中の島に散居する」という記述に注目する流鬼国＝樺太説に大別されるが、近年では菊池俊彦による考古学研究の成果に基づいた流鬼国＝樺太のオホーツク文化人説が受け容れられつつある。

### 何秋濤説（1885年）
19世紀半ば、ロシア帝国の南下政策によって黒竜江以北がロシア領となる最中、清朝の学者何秋濤は、歴史的に沿海地方・北樺太が歴史的に中国に属するものであると主張する『北徼彙編』（後、『朔方備乗』と改題）を発表した。何秋濤の著書は流鬼国の所在地について初めて言及した研究であり、「三面はみな大海にあたる」という記述を単純に解釈し、三方を海に囲まれたカムチャッカ半島こそが流鬼国の所在地であると述べている。

### グスタフ・シュレーゲル説（1893年）

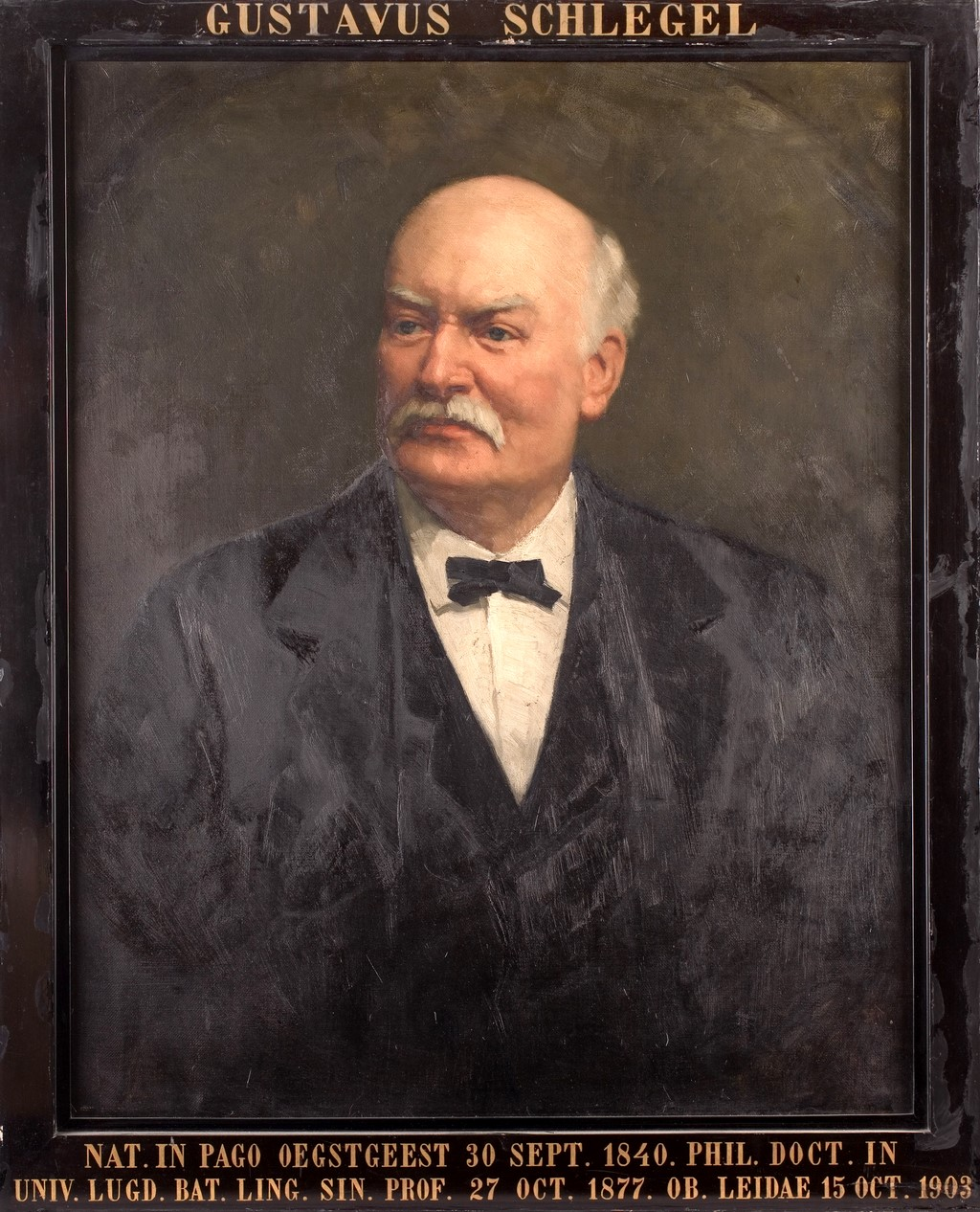
グスタフ・シュレーゲル

オランダ出身の東洋学者グスタフ・シュレーゲルは、欧米で最も権威ある東洋学の学術雑誌『通報（T’oung Pao）』の創刊に携わった人物であり、『通報』の3〜6巻に発表した「地理学の諸問題-中国の歴史家の作品に見る外国の諸民族」の中で流鬼国に関する記述のフランス語訳・註釈を発表している。シュレーゲルは基本的に何秋濤の流鬼国＝カムチャッカ半島説を踏襲しているが、それに加えてベーリングの第二次カムチャッカ探検に参加した博物学者シュテーラーの『カムチャッカ地誌』を紹介し、カムチャッカ半島に住まうカムチャダール（イテリメン）と流鬼国の風俗には共通点があると指摘している。

### 白鳥庫吉説（1907年）

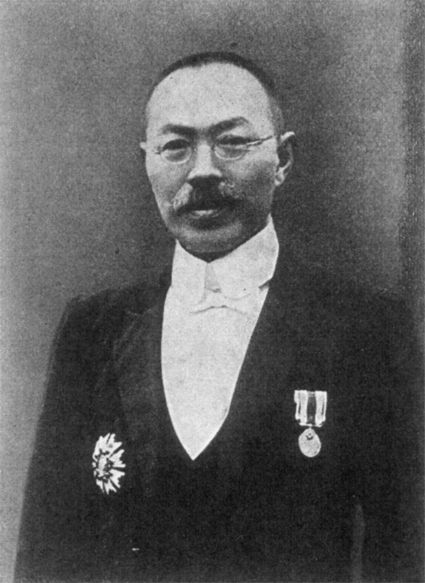
白鳥庫吉

中国周辺の諸民族（塞外民族）の歴史研究に大きな業績を挙げた日本の東洋史学者白鳥庫吉は、1905年にポーツマス条約で南樺太が日本領に復帰したことを祝して論文「唐時代の樺太島に就いて」を1907年に発表した。白鳥庫吉は前述した「小/少海」に関する議論を始めて行い、「小/少海」を間宮海峡と考え、流鬼国は樺太にあったと指摘した。しかし、当時はアイヌ民族が13世紀以降になって樺太に居住したという知見が得られていなかったため、白鳥庫吉は流鬼国人を樺太に住まうアイヌ（樺太アイヌ）に比定している。

### 和田清説（1954年）
元・明・清代の北アジア・東北アジア諸民族の歴史研究に優れた業績を挙げた和田清は、当初は白鳥庫吉の流鬼国＝樺太説を支持していたが、後に考えを変えて1954年に論文「唐代の東北アジア諸国」を発表し、流鬼国＝カムチャッカ半島説を支持した。和田はまず唐代の靺鞨系諸族の居住地から考察を行い、思慕靺鞨がサマギール、郡利靺鞨がニヴフ（ギリヤーク）、窟設靺鞨が樺太アイヌ、莫曳皆（莫設）靺鞨が北海道アイヌに相当すると論じた。その上で、莫曳皆靺鞨＝北海道アイヌの北に居住する流鬼国はカムチャッカ半島に住まうカムチャダール（イテリメン）であると述べ、「海の中の島に依って散居している」という記述はこのころのカムチャダールは千島列島にも居住していたことに由来するのであろうと述べる。ただし、この和田説は民族名の類似に依拠して議論が組み立てられており、蓋然性に欠けるとの批判がなされている。

### 佐藤達夫説（1967年）
考古学者である佐藤達夫は、文献史料に残される流鬼国の記述のみではカムチャッカ半島説、樺太説どちらにも大きな矛盾は見いだせないと述べ、考古学研究の成果を用いて流鬼国の位置を比定する手法を初めて提唱した。佐藤達夫は流鬼国そのものではなくその北方に住まうとされる夜叉国にまず注目し、史料上の夜叉国に関する記述と現代のエスキモー民族の風俗には一致する点が多いと指摘し、夜叉国＝ベーリング海西岸地域の南に位置する流鬼国はカムチャッカ半島に位置すると述べる。佐藤達夫の説はカムチャッカ半島で出土する石像と北海道の網走で出土した石像が類似している＝古来北海道とカムチャッカ半島に交流があったことから着想を得たもので、流鬼国の研究に考古学研究の手法を持ち込んだという点で画期的な論文であったが、1960年代は冷戦の真っ只中でソ連領の考古学研究は十分に進んでおらず、傍証史料に欠けると評されている。

### 菊池俊彦説（1978年ほか）
北海道大学教授の菊池俊彦は、1970年代以降にソ連領の考古学研究の成果が公開されていく中で改めて流鬼国に関する研究を整理し、最新の考古学研究の成果を基に流鬼国＝樺太のオホーツク文化人説を唱えた。菊池俊彦はオホーツク文化圏の樺太では大陸製の青銅・鉄製品が豊富に発見され、また中国銭も発見されるなど大陸との交易があったことが確実なのに対して、カムチャッカ半島ではそのような遺物が出土せず大陸との交易の痕跡が希薄なことを指摘する。また、流鬼国に関する記述の中に豚飼育があったことを示唆する箇所があるが、オホーツク文化の遺跡では豚の骨が発見され、その飼育痕跡が確認されるのに対し、カムチャッカ半島では豚飼育の記録・遺物は見られないとも述べる。以上の点から、菊池俊彦は流鬼国＝カムチャッカ半島説は成り立たず、流鬼国は樺太にあったとする。また、「北は夜叉国に至り、ほかの三面はみな大海にあたる（北至夜叉国、餘三面皆抵大海）」という記述については、「北に夜叉国に至る」というのは「北は夜叉国につながる交易ルート（船による海路）がある」という意味に解釈すべき、と述べている。このような菊池の流鬼＝樺太説は現在定説として受け容れられている。
菊池説の定着以後は、流鬼国＝オホーツク文化人と蝦夷（アイヌ）・和人との交流に注目する研究者による言及が見られるようになる。蓑島栄紀は流鬼国が史料上において「君長」と「王子」という階層的社会として描かれていることに注目し、枝幸町目梨泊遺跡などのオホーツク文化遺跡で発掘される刀剣が威信財としての性格を有していることを紹介して、オホーツク文化が原初的な首長制的秩序を有する社会であったことを論じた。また、蓑島栄紀は流鬼国が唐朝に献上したとされる「貂皮（クロテンの皮）」と藤原道長が大慈寺に与えた「奥州貂裘」とは、ともに樺太に住まうオホーツク文化人が産出し近隣諸国に輸出したものと考えられる、とも指摘している。

## 夜叉国とセイウチ牙交易

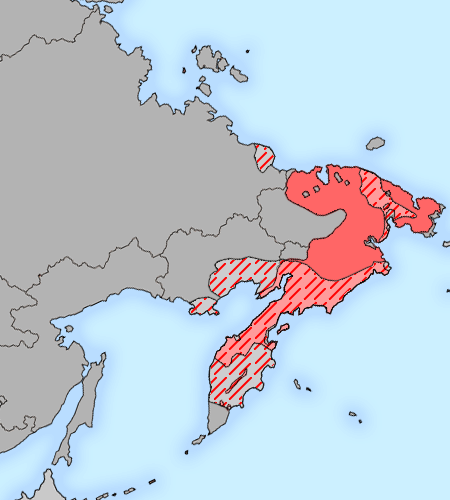
チュクチ・カムチャツカ語族の分布（東北部がチュクチ語、半島北部がコリャーク語、南部がイテリメン語の分布域）

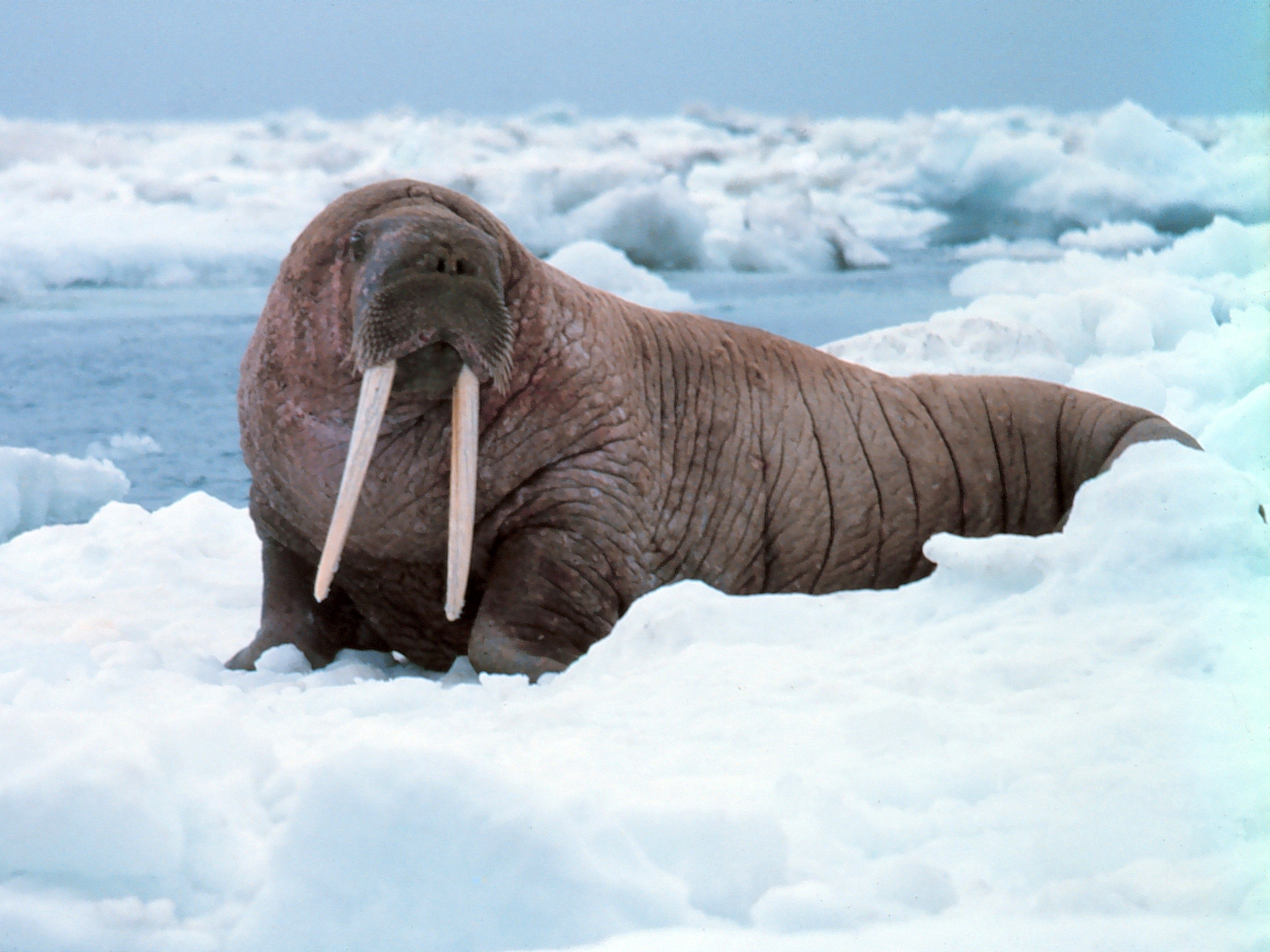
タイヘイヨウセイウチ

夜叉国に関する記述は流鬼国に関する記述の中に附属して見られるのみで、流鬼国以上に情報が少ない。先に挙げた『通典』流鬼の条の続きには以下のように記される。
夜叉国の出自についても諸説あり、何秋濤によるチュクチ民族説、白鳥庫吉によるユカギール民族説、佐藤達夫によるエスキモー民族説などがあるが、菊池俊彦は考古学研究の成果に基づいて夜叉国をオホーツク海北岸に住まうコリャーク民族の先祖、古コリャーク文化人に当てる。コリャーク人の伝承によると、彼らは元々西はオホーツク市一帯にまで居住していたが、エヴェン民族の東進によってカムチャッカ半島北部一帯に居住地域を狭めたという。これを裏付けるように、古コリャーク文化はカムチャッカ半島北部からマガダン湾一帯にまで広く分布している。
流鬼国と交流を持っていた靺鞨、また後に靺鞨を支配下に置いた契丹の間では「骨咄角（骨咄犀）」という品が流通しており、特に契丹人の間では、骨咄犀は皇帝の身につける品とされるほど珍重されていたという。骨咄角は「象牙とよく似ている」とされること等からセイウチの牙であると考えられるが、セイウチの棲息南限はアリューシャン列島であって靺鞨人・契丹人には直接入手することができない。しかし、同じくセイウチの回遊しないオホーツク海沿岸に住まうオホーツク文化の遺跡ではしばしばセイウチ牙を加工した遺物が出土しており、オホーツク文化人は交易によってセイウチ牙を手に入れていたことが確認される。古コリャーク文化の遺跡でもセイウチ牙製品は出土しており、また近代にもコリャーク人がカムチャッカ半島北部でセイウチ猟を行った記録があることから、セイウチ牙はコリャーク民族が産出していたと考えられる。
一方、古コリャーク文化の遺跡の一つ、スレードニヤ湾遺跡からは北宋の宝元2年（1039年）に鋳造された「皇宋通宝」が発見されている。またオホーツク文化の遺跡の中でも、稚内のオンコロマナイ貝塚からは「熙寧重宝」が、網走のモヨロ貝塚からは「景祐元宝」が出土しており、これらの中国銭は中国〜沿海州〜オホーツク文化圏（樺太・北海道・千島）〜オホーツク海北岸のルートで流通していたことがわかる。
以上の点から、菊池俊彦はオホーツク文化人（＝流鬼国人）と古コリャーク文化人（＝夜叉国人）は古くから交易を行っており、オホーツク文化人は中国銭などの大陸製品によって古コリャーク文化人からセイウチ牙を手に入れ、さらに靺鞨人・契丹人はオホーツク文化人からセイウチ牙を手に入れたのであろう、と総括している。また、北方少数民族の言語を専門とする言語学者の津曲敏郎は、セイウチの生息圏に住まうチュクチ・カムチャツカ語族で「セイウチ」を意味する単語が「牙」という意味でトゥングース語に取り入れられ、更にニヴフ語・樺太アイヌ語に「牙」「セイウチ」両方を意味する単語として入ったのではないかと推測する。その上で、本来生のセイウチを見ることができないはずのトゥングース人・ニヴフ人・樺太アイヌ人の間で「セイウチ」という単語が「牙」という単語と強く結びついて知られているのは、菊池俊彦が提唱したように流鬼国・夜叉国の時代から環オホーツク地域でセイウチ牙の交易が行われていたためであろう、と述べている。
なお、菊池俊彦は「流鬼国」という名称は「鬼が出入りする北東の方角＝鬼門」と「唐の東北から海を流れ渡ってやってきた民族」のイメージが重なった結果つけられた名称であり、また「夜叉国」という名称は「流鬼国人とも異なる顔立ちの民族」から「容貌奇怪で人を喰らう夜叉」を類推してつけられた名前であろう、とも述べている。